# Paweł Hulka-Laskowski

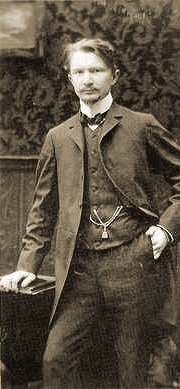
Paweł Hulka-Laskowski während des Studiums in Heidelberg (um 1907)

Paweł Hulka-Laskowski (Geburtsname: Paweł Hulka) (* 25. Juni 1881 in Żyrardów; † 29. Oktober 1946 in Cieszyn) war ein polnischer Schriftsteller, Übersetzer und Publizist.

## Leben und Wirken
Paweł Hulka wurde in Żyrardów als Sohn der Textilarbeiter Józef Hulka und Elżbieta, geb. Howork, in einer tschechischen Einwanderer-Familie geboren, die Anhänger der Böhmischen Brüder waren. Mit 12 Jahren arbeitete er in der Textilfabrik in Żyrardów. Wegen seiner angegriffenen Gesundheit schickte ihn Carl Dittrich jr., der Direktor und Mitinhaber der „Zyrardower Manufacturen Hielle & Dittrich“, zunächst in sein Sanatorium Frankenstein-Rumburg (Podhájí).
Nach Abschluss der Behandlung im Jahr 1903 konnte Paweł Hulka mit Hilfe eines Stipendiums von Carl Dittrich jr. ein Studium an der Universität Heidelberg absolvieren.
Nach Polen zurückgekehrt, wohnte er mit seiner Frau Kazimiera Laskowska und seiner Tochter Elżbieta zunächst in Grodzisk Mazowiecki, später in der Villa „Wanda“ in Żyrardów. Er setzte sich stark für die Belange der Textilarbeiter ein, so initiierte er nach der Übernahme der Textilfabrik in Żyrardów durch die französische Aktiengesellschaft Marcel Boussac wegen der schlechten Arbeitsbedingungen eine Pressekampagne gegen die Firmenleitung, in deren Ergebnis die Firma 1936 wieder unter staatliche Verwaltung gestellt wurde. Im Jahr 1939 erlebte er die Schrecken des Krieges beim Einmarsch der deutschen Wehrmacht in Żyrardów.
Bereits nach dem Studium war er schriftstellerisch tätig. Gemeinsam mit seiner Frau Kazimiera Hulka-Laskowska gründete er 1921 die unabhängige Zeitung „Echo Żyrardowskie“, die erste Zeitung in Żyrardów. Er übersetzte zahlreiche Werke verschiedener Autoren aus dem Tschechischen, Englischen, Französischen, Deutschen und Russischen ins Polnische, z. B. die Trilogie: Hordubal, Der Meteor und Ein gewöhnliches Leben von Karel Čapek, den Roman Die Großmutter von Božena Němcová, Gullivers Reisen von Jonathan Swift, Romane von James Fenimore Cooper, Napoleon von Dmitri Sergejewitsch Mereschkowski, Geniale Menschen von Ernst Kretschmer, Der Menschensohn von Emil Ludwig und Die Thibaults von Roger Martin du Gard. Bekannt wurde er durch seinen autobiografischen Roman „Mój Żyrardów“ (Mein Żyrardów) und seine Übersetzung des Romans „Der brave Soldat Schwejk“ von Jaroslav Hašek.
In der Zwischenkriegszeit publizierte er für verschiedene Magazine, vor allem für die Wochenzeitschrift „Wiadomości Literackie“ (Literarische Nachrichten) und für das protestantische Jednota-Magazin. Bedingt durch seinen Glauben als Mitglied in der polnischen Provinz der Böhmischen Brüder sind seine Werke sozial, aber vor allem auch religiös geprägt. Der Schriftsteller gilt als der bedeutendste Bürger der Stadt Żyrardów.
Nach dem Krieg zog er aus gesundheitlichen Gründen nach Cieszyn (Teschen) in Schlesien, wo er kurz darauf starb und auf dem evangelischen Friedhof in Cieszyn beigesetzt wurde.

## Gedenken
Am 15. Mai 1966 wurde am Haus in der heutigen Gabriel-Narutowicz-Straße 34 eine Tafel zum Gedenken an den Schriftsteller angebracht.
Ein museales Kabinett des Schriftstellers Paweł Hulka-Laskowski wurde 1991 (als Nebenstelle des Westmasowischen Museums Żyrardów) in seiner ehemaligen Wohnung eröffnet. Im Dezember 1996 verlieh der Stadtrat von Żyrardów anlässlich des 80. Jahrestages der Verleihung der Stadtrechte dem Schriftsteller den Titel eines „Verdienstvollen Bürgers der Stadt Żyrardów“. Die Jahre 2001 und 2011 wurden jeweils zum Jahr des Schriftstellers Paweł Hulka-Laskowski erklärt.

## Werke

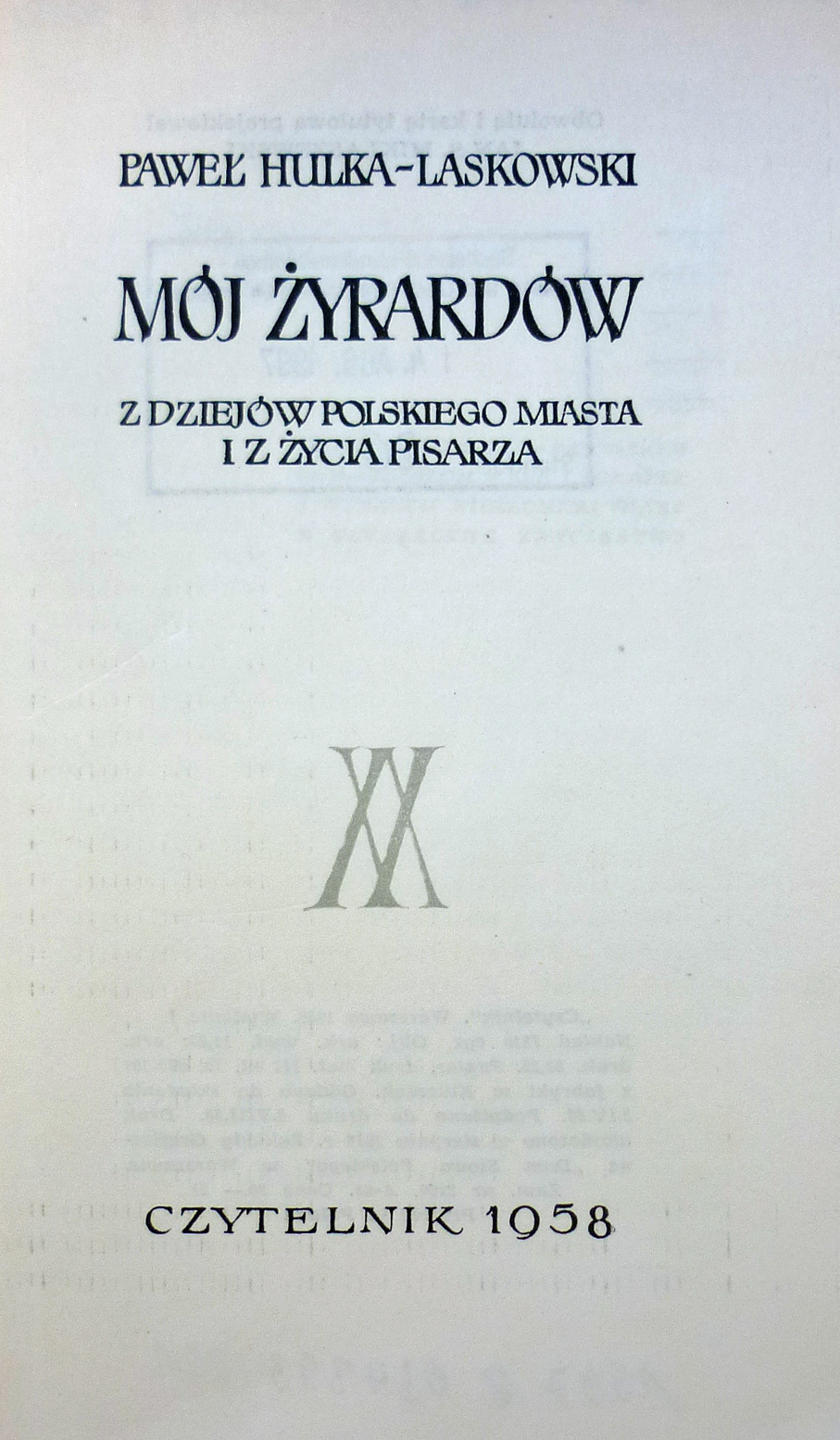
Titelseite von „Mein Żyrardów“

- Der Klosterprozess von Czenstochau – ein Kulturbild aus dem 20. Jahrhundert, 1912
- Twórca religji Iranu Zaratustra i jego nauka (Zaratustra – Schöpfer der iranischen Religion und seine Lehren), 1914
- Czego uczy nas przeszłość? (Was lehrt uns die Vergangenheit?), 1921
- Droga do kultury : szkic społeczno-religijny (Wege zur Kultur – eine sozialreligiöse Skizze), 1922
- Dynamitem ku bogactwu i sławie : życie i dzieła Alfreda Nobla (Durch Dynamit zu Reichtum und Ruhm – Leben und Werk von Alfred Nobel), 1926
- Porucznik Regier : powieść (Leutnant Regier – ein Roman), 1927
- Słowo prawdy dla Ludu Polskiego (Ein Wort der Wahrheit für das polnische Volk), um 1930
- Mój Żyrardów : z dziejów polskiego miasta i z życia pisarza (Mein Żyrardów – aus der Geschichte der polnischen Stadt und dem Leben des Schriftstellers), 1934
- Nowa publikacja o Polakach na Śląsku za Olzą (Neuerscheinung über Polen in Schlesien im Olsagebiet), um 1937
- Księżyc nad Cieszynem : (wspomnienie z lat niewoli i dni wyzwolenia) (Mond über Teschen – Erinnerung an die Jahre der Sklaverei und die Tage der Befreiung), 1946